# 김영상 (1906년)
김영상(1906년 5월 22일~1983년 8월 30일)은 대한민국의 정치인이다. 제3대 국회의원을 지냈다.

## 역대 선거 결과
|  | 18.94% |

|  | 33.91% |

|  | 9.62% |